# Берлин-Главный
|  |  |

|  |  |

|  |  |

|  |  |

|  |  |

|  |  |

|  |  |

|  |  |

|  |  |

|  |  |

|  |  |

|  |  |

|  |  |

|  |  |

|  |  |

Берлин-Главный (нем. Berlin Hauptbahnhof) — центральный железнодорожный вокзал Берлина, один из самых крупных вокзалов Европы. Построен по проекту архитектора Майнхарда фон Геркана. Вступил в эксплуатацию спустя два дня после торжественного открытия 26 мая 2006 года. С 329 000 пассажиров в день, это четвёртый по посещаемости вокзал дальнего следования в Германии после главных вокзалов Гамбурга , Франкфурта-на-Майне и Мюнхена . Расположен на месте старого Лертского вокзала, разрушенного во время Второй мировой войны и окончательно  снесённого позже. Построенный в 1868 году и открытый в 1871 году, Лертский вокзал служил отправной точкой железной дороги Берлин-Лерте до города Лерте в Нижней Саксонии вплоть до 1951 года . 
Вокзал расположен на песчаной почве с высоким уровнем грунтовых вод.
Имеет 18 путей на двух уровнях. На верхнем уровне расположены 6 путей, в том числе 2 для городской электрички и 4 для поездов дальнего следования. На нижнем уровне — 8 путей для поездов и 2 пути станции метро, еще 2 пути законсервированы для будущей линии городской электрички.

## Галерея

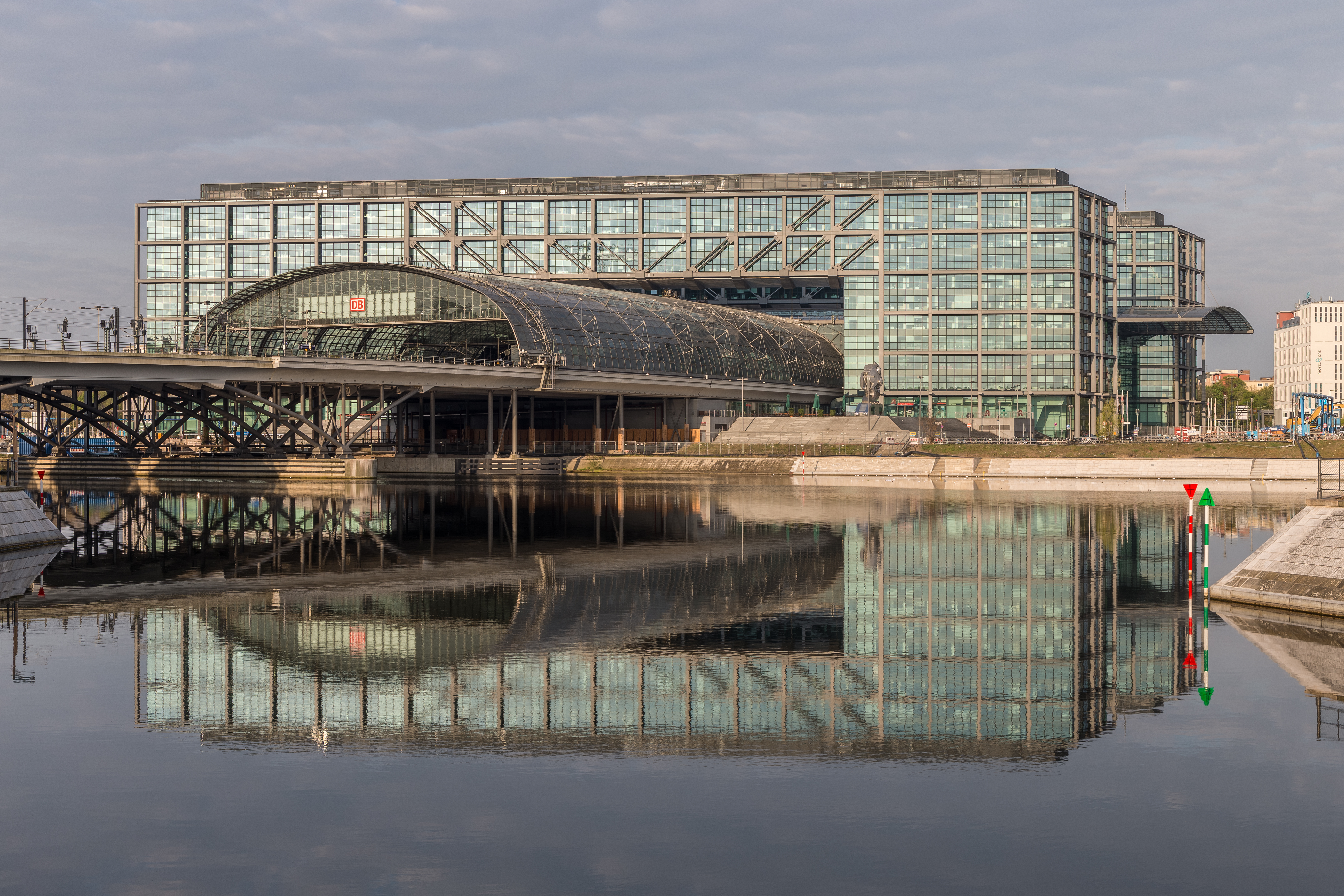
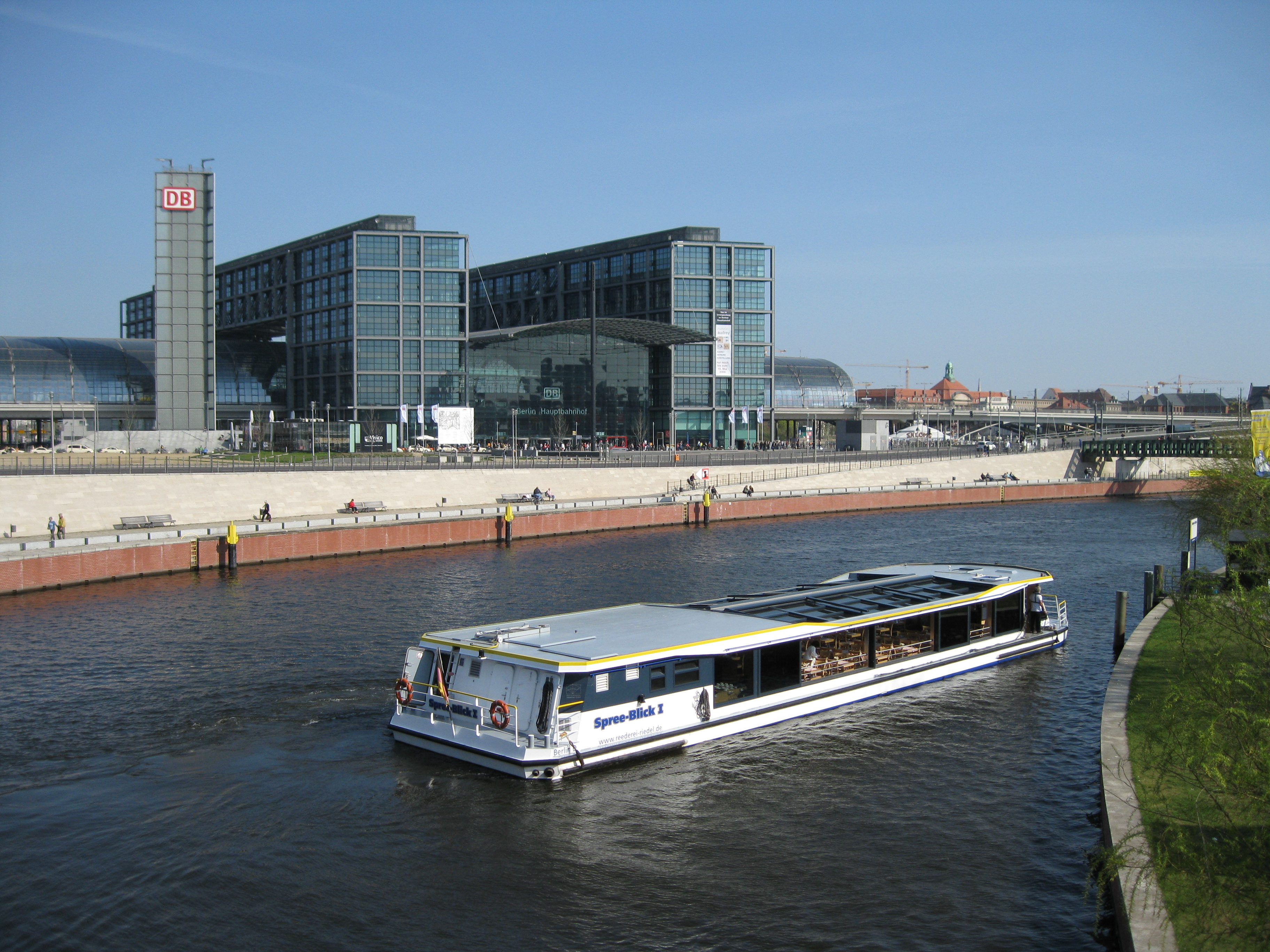
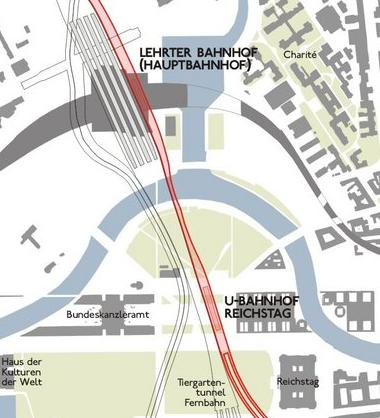
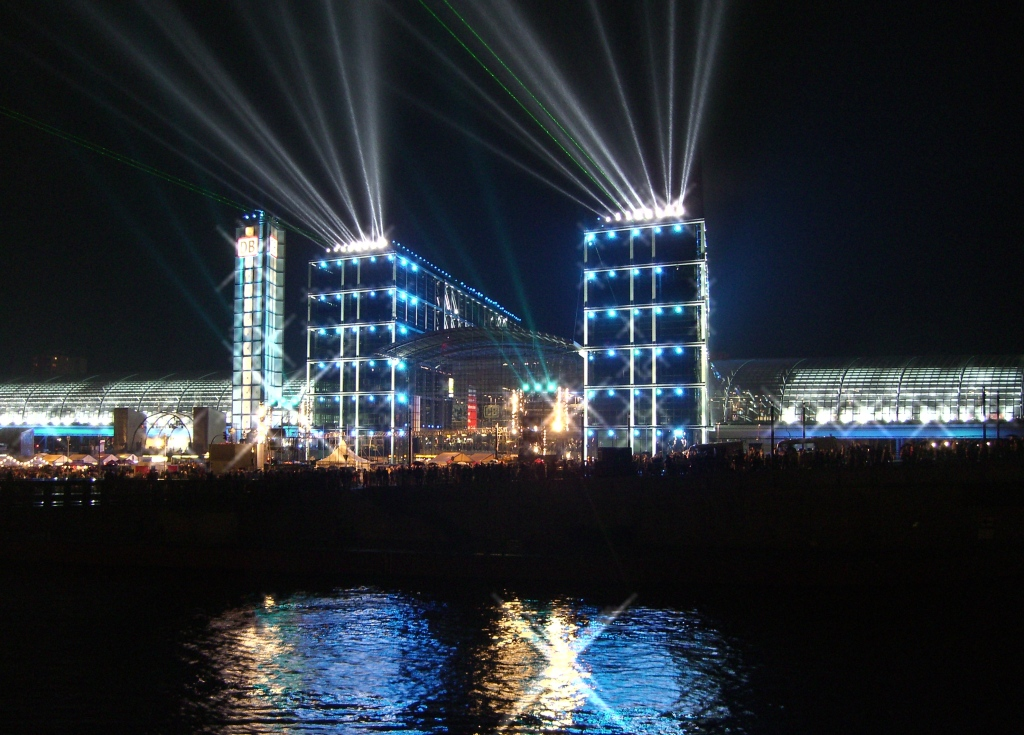
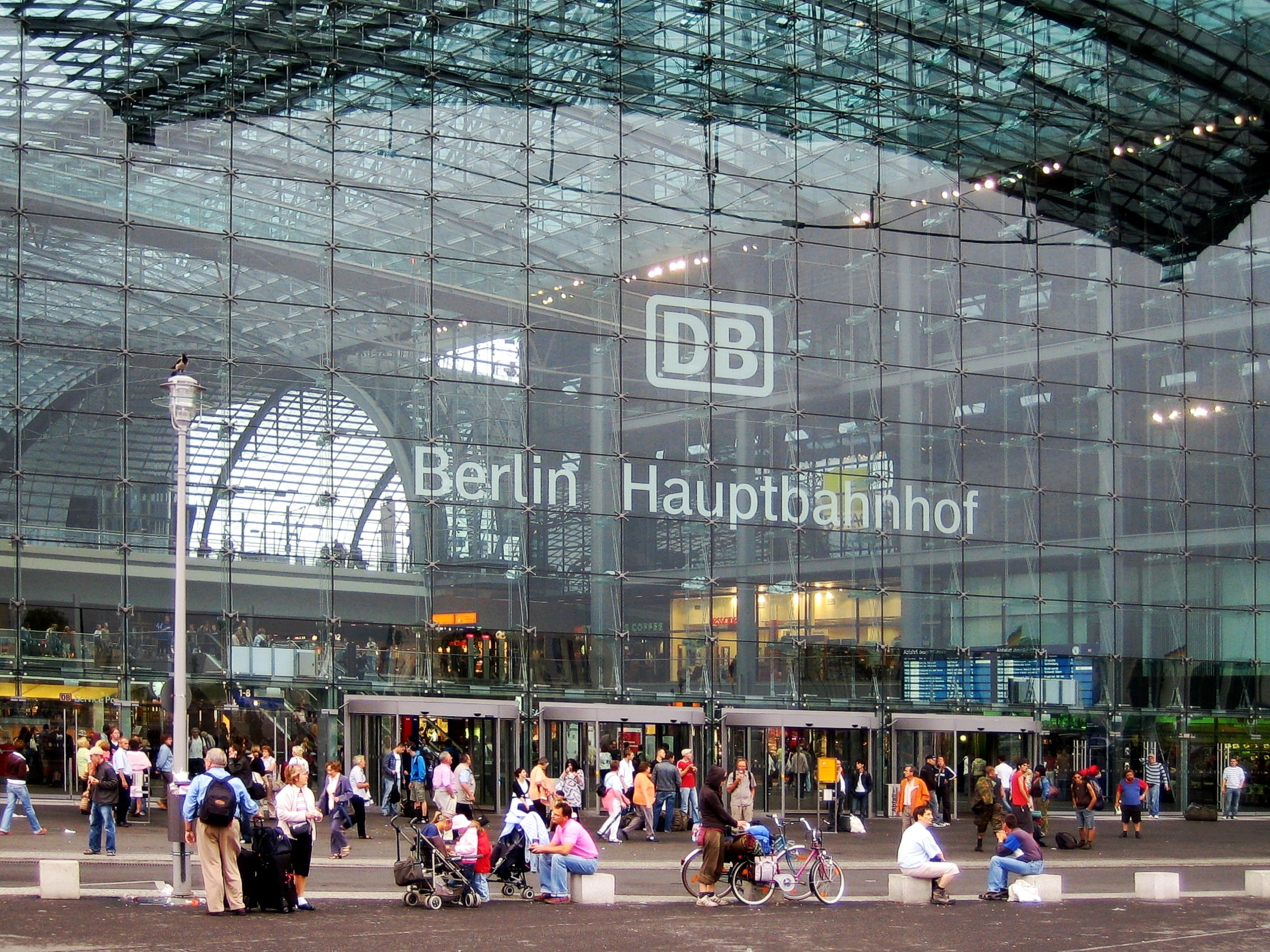
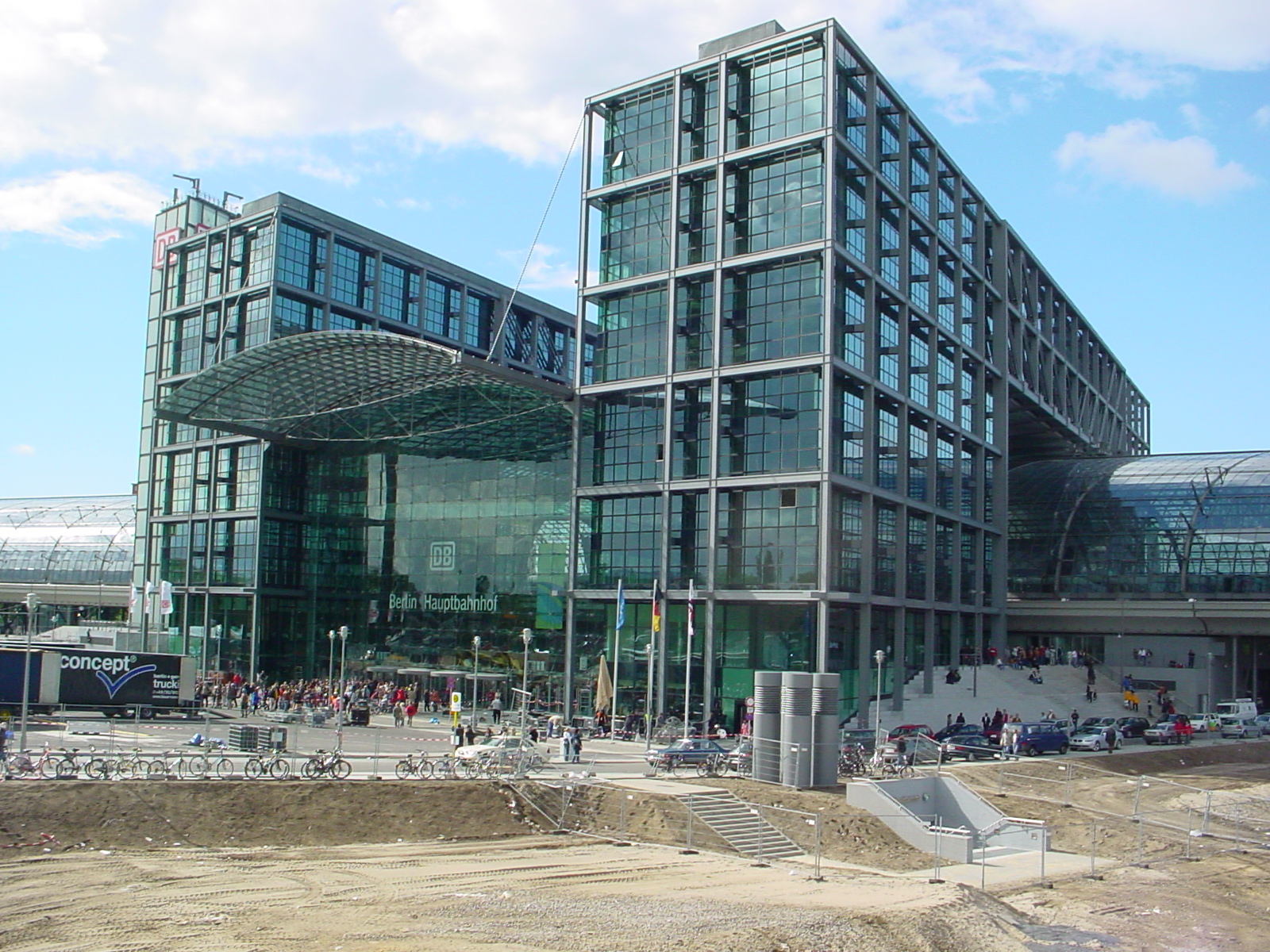
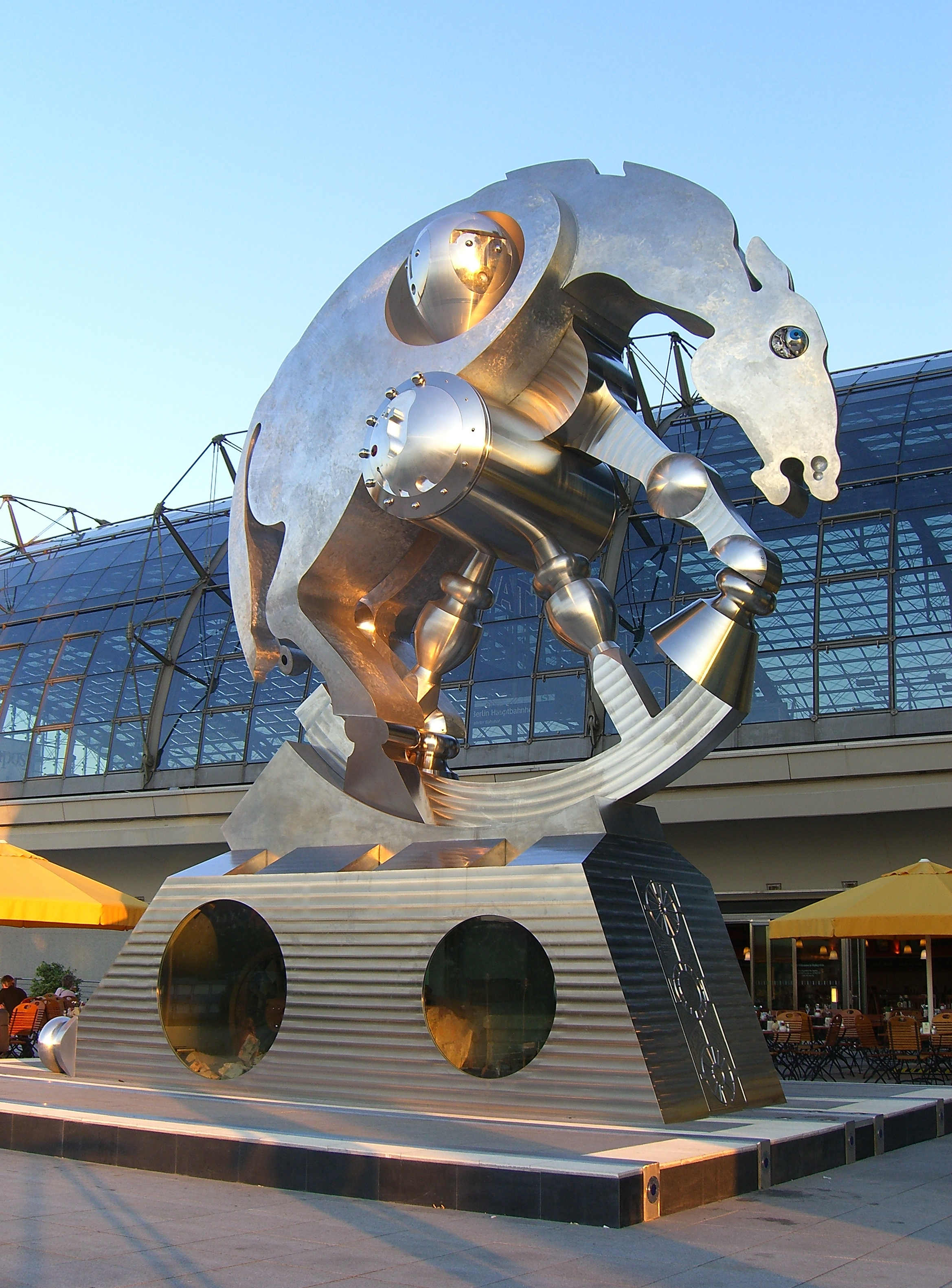
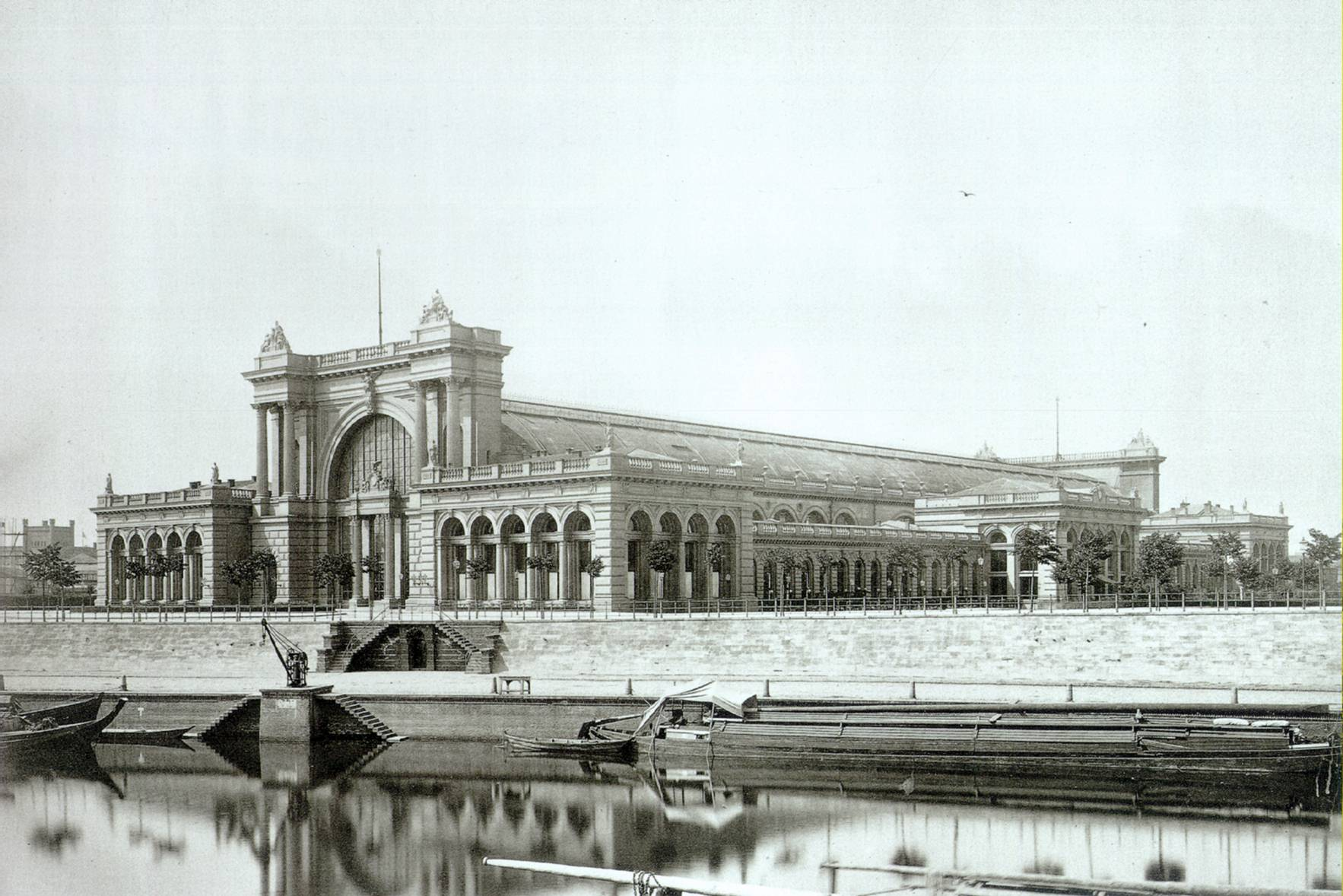
Лертский вокзал в 1879
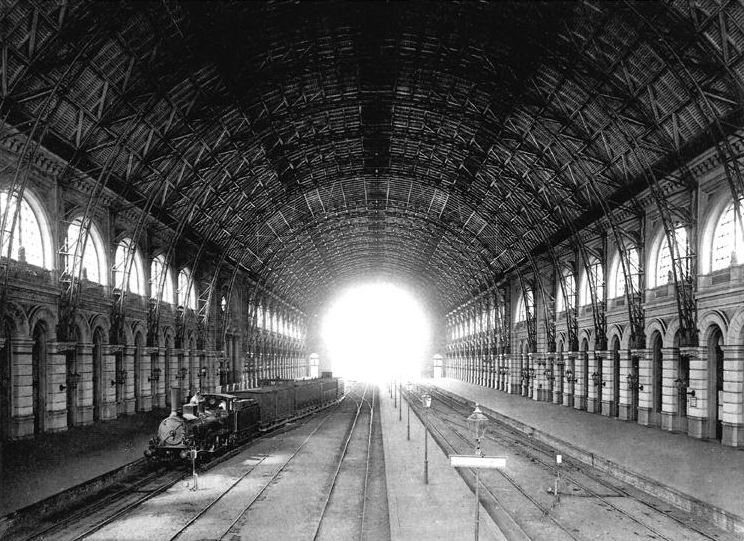
Лертский  вокзал внутри в 1879
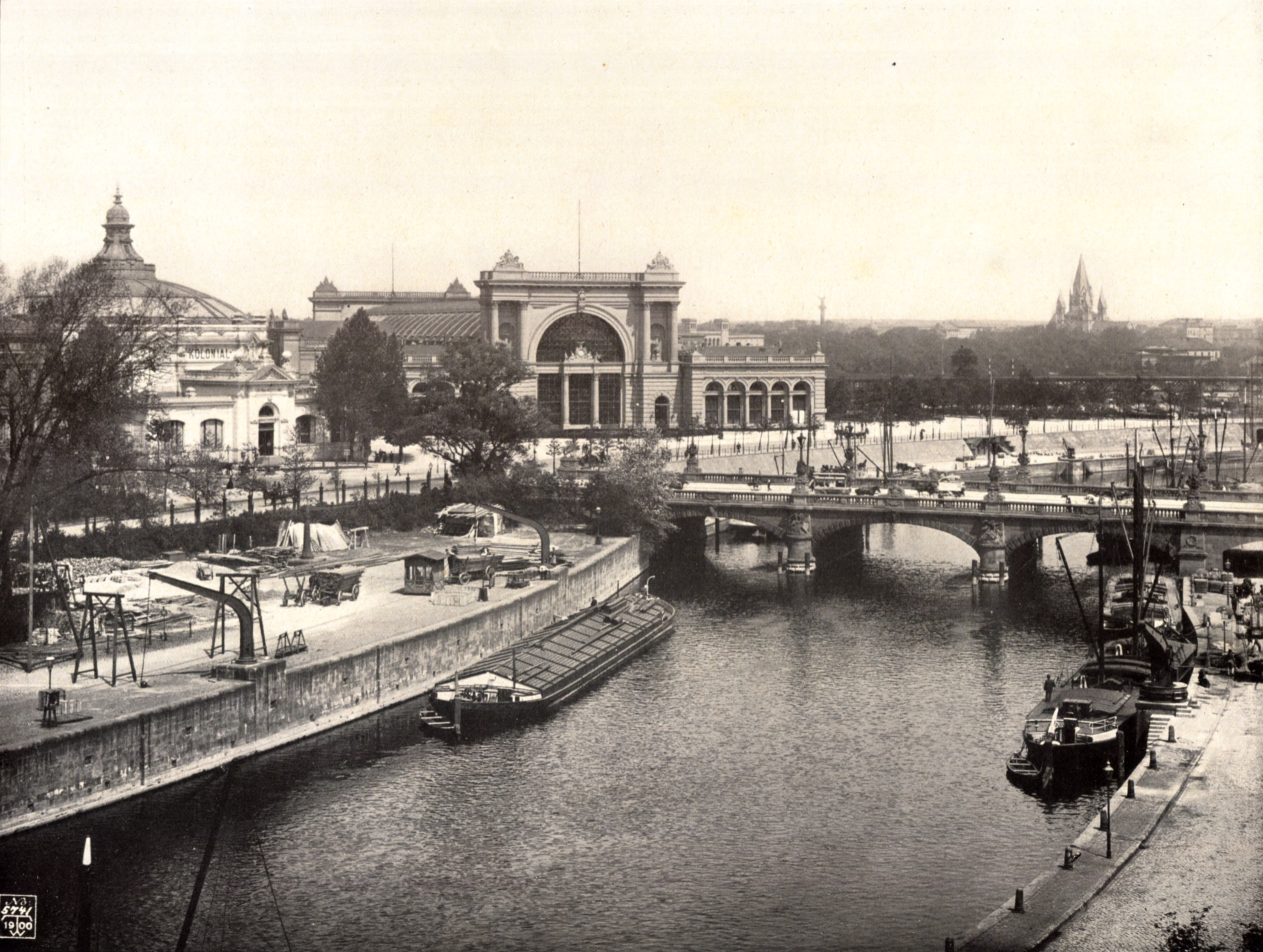
Лертский вокзал в 1900
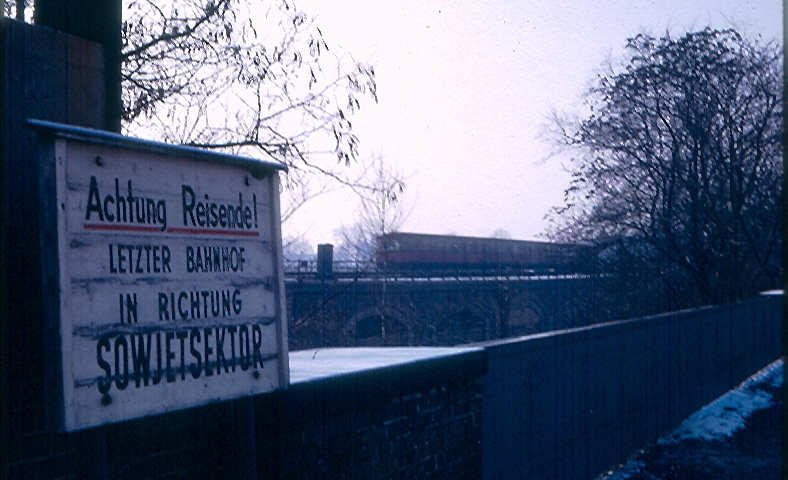
Внимание пассажиры! Лертский вокзал - последняя остановка в направлении Советского сектора.
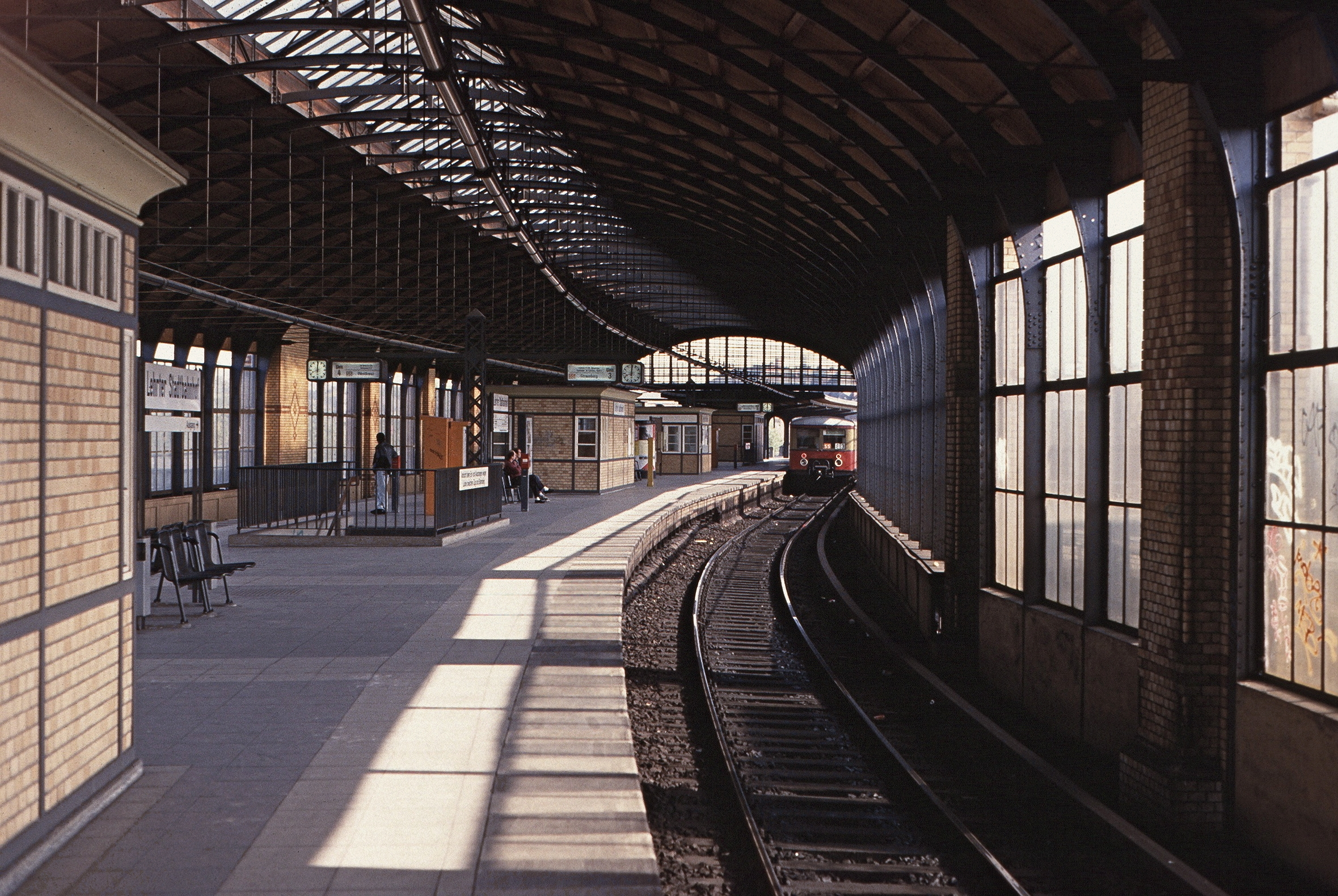
Станция городской электрички называвшаяся после 1951 года "Лертский вокзал" . Фото 1992 года после её реконструкции в  1987 году. Построена изначально севернее оригинального Лертского вокзала над его путями.